# Gökdeniz Bayrakdar
Gökdeniz Bayrakdar (* 23. November 2001 in Kandıra) ist ein türkischer Fußballspieler, der aktuell als Offensivspieler bei Antalyaspor spielt.

## Karriere

### Verein
Bayrakdar spielte in der Jugend in seiner Heimat bei Kocaeli Yenisehirspor, Kandıra Gençlerbirliği Belediyespor und Kocaelispor. Für letztere debütierte er in der 3. Lig am 10. September 2017 bei der 1:2-Niederlage gegen Utas Usakspor. Bis 2020 erzielte er für Kocaelispor 20 Tore in 80 Spielen. Dabei spielte er zweimal in den Playoffs zu 2. Lig. Im August 2020 wechselte er für 150 Tausend Euro zu Antalyaspor in die Süper Lig. Dort gab er sein Debüt am 19. September 2020 beim 1:1 gegen Beşiktaş Istanbul, als er nach Einwechslung den Ausgleich kurz vor Schluss erzielte.
Aufgrund seiner technischen Fähigkeiten wurde er bereits nach einer Profisaison von so manchen Vereinen umworben. Aus Deutschland sind unter anderem Eintracht Frankfurt und der VfB Stuttgart interessiert.

### Nationalmannschaft
Bayrakdar absolvierte bislang vier Spiele für die türkische U-19-Nationalmannschaft und ist aktuell für die U21 der Türken aktiv.

## Spielweise
Bayrakdar ist aufgrund seiner technischen Fähigkeiten und seinem Spielverständnis individuell einsetzbar. Er kann auf der Stürmerposition, dem Flügel oder auch im offensiven Mittelfeld eingesetzt werden. Er ist ein Linksfuß und zieht deshalb, wie auch einst Arjen Robben häufig von rechts in die Mitte und sucht den Torabschluss. Außerdem soll er einen extrem ausgeprägten Torinstinkt haben.

## Erfolge
- Türkischer Vize-Pokalsieger: 2021